# The Young Person's Guide to the Orchestra
The Young Person's Guide to the Orchestra (Op. 34) est une œuvre orchestrale du compositeur anglais Benjamin Britten sous-titrée Variations et Fugue sur un thème de Purcell. Elle fut écrite en 1945 dans le but d'initier les jeunes aux instruments de l'orchestre. Il s'agit d'une commande pour un documentaire éducatif, Les Instruments de l'Orchestre de Muir Mathieson, avec le London Symphony Orchestra dirigé par Malcolm Sargent. En outre, c'est l'une des œuvres les plus connues du compositeur, et une des trois partitions les plus utilisées pour l'éducation musicale des enfants, avec Le Carnaval des animaux de Saint-Saëns et Pierre et le Loup de Prokofiev.

## Analyse de l’œuvre
Le thème principal est inspiré d'une danse d'Henry Purcell, en l'occurrence le rondeau tiré d'Abdelazer. Dans un premier temps, le thème de Purcell est exposé par l'orchestre au complet puis par chacune des familles instrumentales à tour de rôle, c'est-à-dire les bois, les cuivres, les cordes puis les percussions. Suivent ensuite des variations pour chaque instrument de l'orchestre parfois préalablement présentés au jeune public par des commentaires du chef d'orchestre. La pièce se termine par une fugue reprenant les bases du thème initial.
Thème : Allegro maestoso e largamente
Tutti : bois, cuivres, cordes, puis percussions.
Variation A : Presto
Piccolo et flûte
Variation B : Lento
Hautbois
Variation C : Moderato
Clarinettes
Variation D : Allegro alla marcia
Bassons
Variation E : Brillante: alla polacca
Violons
Variation F : Meno mosso
Altos
Variation G : -
Violoncelle
Variation H : Cominciando lento ma poco a poco accel. al Allegro
Contrebasses
Variation I : Maestoso
Harpe
Variation J : L'istesso tempo
Cors
Variation K : Vivace
Trompettes
Variation L : Allegro pomposo
Trombones et tuba basse
Variation M : Moderato
Percussions 
 Fugue : Allegro molto

## Réutilisation
- L'« exposition du thème » servit dans les années 1970 jusqu'en 2000 d'indicatif à l'émission politique dominicale d'Europe 1 Le Club de la presse[1].
- L’œuvre sert d'ouverture au film Moonrise Kingdom de Wes Anderson.